# Санта-Клара (Каліфорнія)
Са́нта-Кла́ра (англ. Santa Clara; [ˌsæntəˈklærə]) — місто (англ. city) в окрузі Санта-Клара, штат Каліфорнія, США. Населення — 127 647 осіб (2020).
Знаходиться в центрі Кремнієвої долини і є місцем розташування головних офісів кількох високотехнологічних компаній, наприклад, Intel. Є місцем розташування Університету Санта-Клари, найстарішого вищого навчального закладу Каліфорнії. Тут розміщений Левайс Стедіум, який є домашньою ареною команди Сан-Франциско Фортинайнерс Національної футбольної ліги США. Санта-Клара межує із Сан-Хосе, Саннівейл і Купертіно

## Географія
Санта-Клара розташована за координатами 37°21′53″ пн. ш. 121°58′5″ зх. д. / 37.36472° пн. ш. 121.96806° зх. д. (37.364613, -121.967934). За даними Бюро перепису населення США в 2010 році місто мало площу 47,67 км², уся площа — суходіл.

### Клімат
| Клімат : Санта-Клара                     | Клімат : Санта-Клара | Клімат : Санта-Клара | Клімат : Санта-Клара | Клімат : Санта-Клара | Клімат : Санта-Клара | Клімат : Санта-Клара | Клімат : Санта-Клара | Клімат : Санта-Клара | Клімат : Санта-Клара | Клімат : Санта-Клара | Клімат : Санта-Клара | Клімат : Санта-Клара | Клімат : Санта-Клара |
| Показник                                 | Січ.                 | Лют.                 | Бер.                 | Квіт.                | Трав.                | Черв.                | Лип.                 | Серп.                | Вер.                 | Жовт.                | Лист.                | Груд.                | Рік                  |
| Середній максимум, °C                    | 14,4                 | 16,7                 | 18,9                 | 21,1                 | 23,3                 | 26,1                 | 27,8                 | 27,8                 | 27,2                 | 24,4                 | 19,4                 | 15,0                 | 21,9                 |
| Середній мінімум, °C                     | 3,3                  | 5,0                  | 5,6                  | 6,7                  | 8,3                  | 10,0                 | 11,7                 | 11,1                 | 10,6                 | 8,3                  | 5,6                  | 3,9                  | 7,5                  |
| Норма опадів, мм                         | 77                   | 65                   | 58                   | 26                   | 10                   | 2                    | 0                    | 1                    | 7                    | 16                   | 37                   | 68                   | 367                  |
| Днів з опадами                           | 10                   | 9                    | 9                    | 5                    | 3                    | 1                    | 0                    | 0                    | 1                    | 3                    | 6                    | 9                    | 56,0                 |
| ---------------------------------------- | -------------------- | -------------------- | -------------------- | -------------------- | -------------------- | -------------------- | -------------------- | -------------------- | -------------------- | -------------------- | -------------------- | -------------------- | -------------------- |
| Джерело: Western Regional Climate Center |                      |                      |                      |                      |                      |                      |                      |                      |                      |                      |                      |                      |                      |

## Демографія

### Перепис 2010
Згідно з переписом 2010 року в місті мешкало 116 468 осіб у 43 021 домогосподарстві у складі 27 936 родин. Густота населення становила 2443 особи/км². Було 45147 помешкань (947/км²).
Расовий склад населення:
| - 45,0 % — білих - 37,7 % — азіатів - 2,7 % — чорних або афроамериканців - 0,6 % — вихідців з тихоокеанських островів - 0,5 % — корінних американців - 8,3 % — осіб інших рас |

До двох чи більше рас належало 5,3 %. Частка іспаномовних становила 19,4 % від усіх жителів.
За віковим діапазоном населення розподілялося таким чином: 21,3 % — особи молодші 18 років, 68,7 % — особи у віці 18—64 років, 10,0 % — особи у віці 65 років та старші. Медіана віку мешканця становила 34,1 року. На 100 осіб жіночої статі у місті припадало 102,0 чоловіків;  на 100 жінок у віці від 18 років та старших — 100,9 чоловіків також старших 18 років.
Середній дохід на одне домашнє господарство  становив 116 547 доларів США (медіана — 98 914), а середній дохід на одну сім'ю — 130 863 долари (медіана — 114 020). Медіана доходів становила 90 166 доларів для чоловіків та 61 150 доларів для жінок. За межею бідності перебувало 8,4 % осіб, у тому числі 8,7 % дітей у віці до 18 років та 8,0 % осіб у віці 65 років та старших.
Цивільне працевлаштоване населення становило 62 883 особи. Основні галузі зайнятості: науковці, спеціалісти, менеджери — 22,8 %, виробництво — 19,6 %, освіта, охорона здоров'я та соціальна допомога — 17,4 %.

### Перепис 2000
За даними перепису 2000 року,
на території муніципалітету мешкало 102 361 людей, було 38 526 садиб та 24 117 сімей.
Густота населення становила 5566,2 осіб/км². Було 45147 житлових будинків.
З 38 526 садиб у 27,4 % проживали діти до 18 років, подружніх пар, що мешкали разом, було 48,4 %,
садиб, у яких господиня не мала чоловіка — 9,5 %, садиб без сім'ї — 37,4 %.
Власники 25,9 % садиб мали вік, що перевищував 65 років, а в 6,8 % садиб принаймні одна людина була старшою за 65 років.
Кількість людей у середньому на садибу становила 2,58, а в середньому на родину 3,14.
Середній річний дохід на садибу становив 75 687 доларів США, а на родину — 98 977 доларів США.
Чоловіки мали дохід 58 641 доларів, жінки — 43 131 доларів.
Дохід на душу населення був 31 755 доларів.
Приблизно 4,5 % родин та 7,8 % населення жили за межею бідності.
Серед них осіб до 18 років було 6,3 %, і понад 65 років — 8,2 %.
Середній вік населення становив 33 роки.

## Економіка
Згідно зі щорічним фінансовим звітом міста за 2017 рік, перша десятка роботодавців виглядала так:
| №  | Роботодавець               | Кількість працівників |
| -- | -------------------------- | --------------------- |
| 1  | Applied Materials          | 8500                  |
| 2  | Intel                      | 7801                  |
| 3  | California's Great America | 2500                  |
| 4  | Avaya Inc.                 | 2000                  |
| 5  | Santa Clara City Hall      | 1878                  |
| 6  | EMC Corporation            | 1338                  |
| 7  | Macy's                     | 1200                  |
| 8  | Університет Санта-Клари    | 1200                  |
| 9  | ON Semiconductor           | 1100                  |
| 10 | Lsa Global                 | 1001                  |

## Виноски
1. ↑  Річний дохід на особу, яка працювала на повну ставку. Оцінка в доларах 2015 року.